# Zombie Prostitute...
Zombie Prostitute... – minialbum amerykańskiego artysty rockowego Voltaire’a, wydany 17 października 2006 roku przez Projekt Records.
Wszystkie piosenki z minialbumu z wyjątkiem China Girl pojawiły się później na albumie Ooky Spooky: utwór Zombie Prostitute w niezmienionej formie, utwór Dia De Los Muertos w wersji anglojęzycznej jako Day of the Dead, utwór Cantina jako dokończona piosenka, utwór Hell in a Handbasket w wersji studyjnej.
W utworze tytułowym oraz w „Cantinie” Voltaire ujawnił swój talent do łączenia lubieżnych rymów i taniego horroru z melodiami w klimacie wschodnioeuropejskim; w „Cantinie” dla podkreślenia rozwiązłej treści dodał brzmienie mariachi.

## Lista utworów
1. "Zombie Prostitute"
2. "Dia De Los Muertos"
3. "China Girl"
4. "Cantina" (demo)
5. "Hell in a Handbasket" (wersja koncertowa)